# Incompreso (miniserie televisiva)
Incompreso è una miniserie televisiva del 2002 diretto dal regista Enrico Oldoini. Liberamente tratto dal romanzo omonimo di Florence Montgomery del 1869, è un remake dell'omonimo film del 1966 di Luigi Comencini.
Questa miniserie, realizzata nel 2001, venne trasmessa, in prima visione TV, il 12 febbraio 2002 e il 14 febbraio 2002, in prima serata su Canale 5. Inoltre esiste una riduzione in unico film TV, dalla durata di 106 minuti.

## Trama
Anni '50. Edoardo Quaratesi e la moglie Elisa vivono in una magnifica villa a Lucca, con i due figli Francesco e Mino, rispettivamente di 10 e 5 anni  .
Edoardo è spesso fuori per lavoro, trascurando la famiglia; quando rincasa mostra molto affetto verso il figlio più piccolo, ma trascura il figlio maggiore, credendo che non abbia bisogno di tenerezza, essendo ormai troppo grande.
Nell'estate del 1956 la loro vita tranquilla viene sconvolta: Elisa muore per una grave forma di leucemia. Francesco soffre moltissimo per la perdita della mamma, l'unica che lo capiva e che gli voleva veramente bene.
Edoardo, anch'egli distrutto per la perdita della moglie, decide di tenere nascosta la verità al figlio minore, perché lo ritiene ancora troppo piccolo; ma così facendo sarà costretto a raccontargli una lunga serie di menzogne, e alla fine Mino scoprirà comunque la verità.
Subito dopo la morte della moglie, Edoardo fa venire a vivere con loro Laura, la sorella di Elisa, perché si occupi dei bambini.
Laura è gentile con Edoardo, mentre è molto fredda e severa con Francesco, accusato ingiustamente di scarsa sensibilità e attenzione verso il fratellino, tanto dalla zia quanto dal padre. Anche Edoardo, infatti, è sempre più esigente e distaccato con il figlio maggiore. 
Francesco soffre molto, si sente sempre più privo di affetto e incompreso, perché trattato come un piccolo adulto e non come un ragazzino della sua età. 
Mino, giocando sul trampolino mal funzionante della piscina vuota, attira l'attenzione di Francesco che, per salvargli la vita, cade  facendo un volo di parecchi metri: a causa di questo incidente, riporta una gravissima lesione alla colonna vertebrale, che lo condurrà alla morte. 
Prima di morire, Francesco farà capire al padre tutti gli errori commessi nei suoi confronti, compreso il fatto di non avergli dimostrato abbastanza affetto. Edoardo, tra le lacrime, gli chiederà perdono.

## Personaggi
- Edoardo Quaratesi, interpretato da Luca Zingaretti: è il capofamiglia, marito di Elisa e padre di Francesco e Mino. Rimane vedovo al termine della prima puntata.
- Elisa, interpretata da Margherita Buy: è la moglie di Edoardo e madre di Francesco e Mino. Scoprirà di essere gravemente malata di leucemia, che la porterà alla morte al termine della prima puntata.
- Francesco Quaratesi, interpretato da Walter Conciatore: 10 anni, è il figlio maggiore di Edoardo ed Elisa.
- Mino Quaratesi, interpretato da Riccardo Manera: 5 anni, è il secondogenito dei Quaratesi.

## Produzione
La fiction è stata girata nei pressi di Lucca in due mesi e mezzo ed è costata circa 8 miliardi di lire.